# Сортымъёган
Сортымъёган (устар. Сортым-Еган) — река в России, протекает по Нефтеюганскому и Сургутскому районам Ханты-Мансийского АО. Устье реки находится в 39 км по левому берегу Очимкиной протоки, впадающей в Большой Балык справа в 21 км от его устья. Длина реки составляет 30 км. Высота истока — 59 м над уровнем моря.

## Данные водного реестра
По данным государственного водного реестра России относится к Верхнеобскому бассейновому округу, водохозяйственный участок реки — Обь от города Нефтеюганск до впадения реки Иртыш, речной подбассейн реки — Обь ниже Ваха до впадения Иртыша. Речной бассейн реки — (Верхняя) Обь до впадения Иртыша.
Код объекта в государственном водном реестре — 13011100212115200049387.